# فيرينتس يوهاس (شاعر)
فيرينتس يوهاس (بالمجرية: Juhász Ferenc)‏ (16 أغسطس 1928- 4 ديسمبر 2015) هو شاعر مجري. نشر أولى قصائده في سنة 1946. درس الآداب في 1947 – 1949 في كلية الآداب بجامعة بودابست. أصدر أول كتاب شعري في سنة 1949، بعنوان «المهر المجنّح».
حصل على عدد من الجوائز الأدبية، بينها جائزة باومغارتن [الإنجليزية] في سنة 1949 وجائزة الإكليل الذهبي في سنة 1992.

## روابط خارجية
- فيرينتس يوهاس على موقع IMDb (الإنجليزية)
- فيرينتس يوهاس على موقع ميوزك برينز (الإنجليزية)
- فيرينتس يوهاس على موقع ديسكوغز (الإنجليزية)